# L'Escadron blanc (roman)
Pour les articles homonymes, voir L'Escadron blanc.

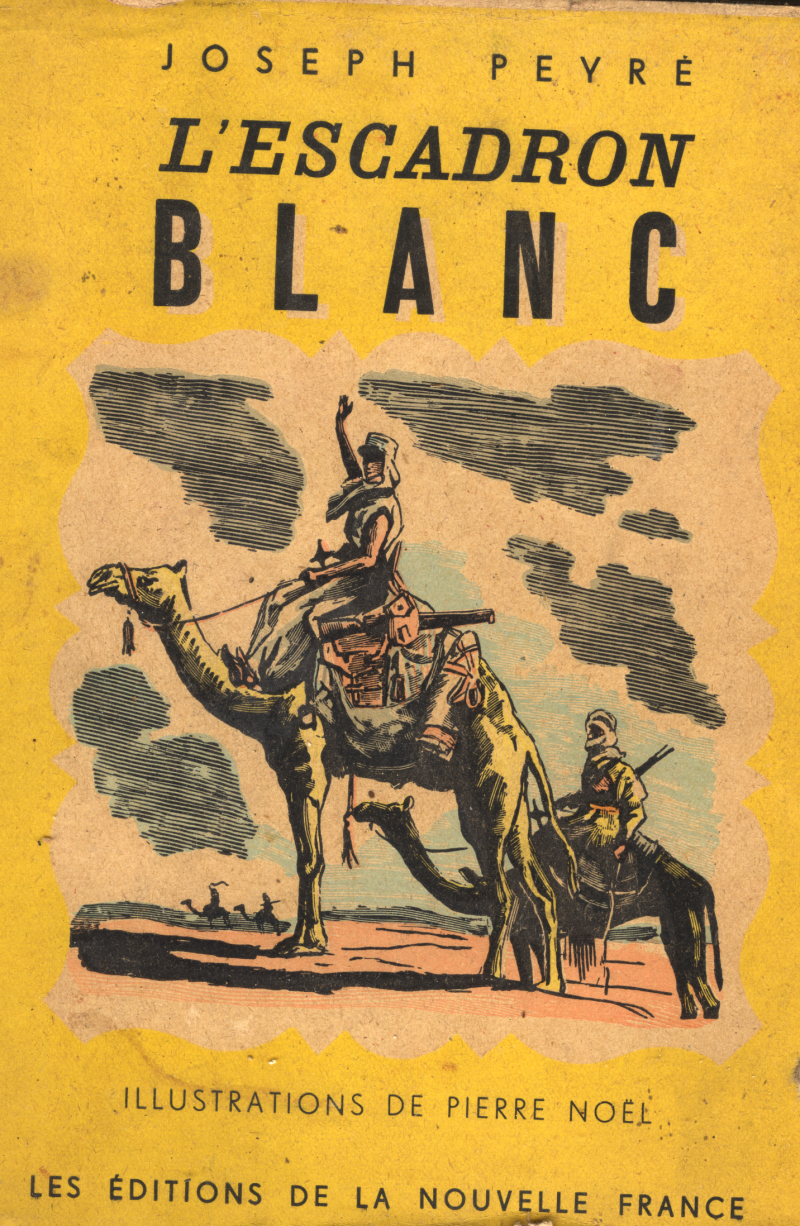

L'Escadron blanc est un roman français de Joseph Peyré, paru en 1931.

## Résumé
Dans le désert du Sahara, un escadron de méharistes est à la poursuite de pillards Berabers...
Les hommes de l'expédition se rendent compte que le combat qu'ils livrent marque également la fin d'une époque pour les deux camps car ils découvrent que les pillages de la razzia rapportent moins.

## Éditions
Ce roman a été publié chez plusieurs éditeurs.
- Paris, Éditions des Portiques, 1931 Édition originale
- Paris, Les éditions de la nouvelle France, coll. « La vie exaltante », (no 4), 1943
- Paris, Hachette Livre, coll. « Bibliothèque verte » 1re série, illustrations de Jean Routier, 1946
- Paris, Hachette Livre, coll. « Bibliothèque de la Jeunesse », 1948
- Paris, Hachette Livre, coll. « Idéal Bibliothèque », (no 59), illustrations de Paul Durand, 1954
- Paris, Le Livre de poche, (no 610), 1960
- Paris, Hachette Livre, coll. « Bibliothèque verte » 2e série, (no 147), illustrations de Jacques Pecnard, 1962
- Grenoble, éditions du Grésivaudan, André Philippe éditeur, lithographies originales de Nathalie Chabrier, 299 exemplaires numérotés et signés par l'artiste, 1973
- Paris, Éditions Grasset, coll. « Les cahiers rouges », (no 40), 2002,  (ISBN 978-2-246-15534-8)

## Adaptations au cinéma
- 1936 : L'Escadron blanc, film italien d'Augusto Genina, avec Fulvia Lanzi, Francesca Dalpe, Fosco Giachetti.
- 1949 : L'Escadron blanc, film français réalisé par René Chanas, avec Jean Chevrier et René Lefèvre.